# Under One Roof
Under One Roof (tj. Pod jednou střechou) je americký hraný film z roku 2002, který režíroval Todd Wilson. Komedie popisuje osudy mladého Američana čínského původu, který se musí rozhodnout mezi svou láskou a rodinnými tradicemi.

## Děj
Daniel Chang žije se svou matkou a babičkou v San Franciscu. Po smrti otce se očekává, že Daniel jako jediný syn převezme rodinný podnik a postará se o matku. Daniel je však gay, což tají a vyhýbá se odpovědnosti založit rodinu a zplodit potomka. Z úcty k hodnotám své matky se snaží žít odděleným dvojím životem. Danielova kamarádka Michelle mu poskytuje v tomto směru alibi, když předstírá, že je jeho přítelkyně. Paní Chang pronajímá jeden pokoj v přízemí domu. Jako nový podnájemník se ukáže být Robert, mladý atraktivní běloch z Indiany. Daniel se do něj okamžitě zamiluje. Kvůli rozbitému odpadu musí Robert přespávat v Danielově pokoji. Postupem času se z nich stanou milenci. Když  se v domě objeví stavební inspektor a matka nemá povolení k pronájmu pokoje, požádá Roberta, aby se odstěhoval. Ten se přesune ke kamarádovi do Pasadeny. Daniel se rozhodne matce říct o svém vztahu k Robertovi. Ta nejprve reaguje negativně, přesto si promluví s Robertovou matkou.

## Obsazení
| Jay Wong         | Daniel Chang |
| James Marks      | Robert       |
| Sandra Lee       | paní Chang   |
| James Quedado    | Tony         |
| Audrey Finer     | paní Watson  |
| Vivian Kobayashi | Gram Chang   |
| Trish Ng         | Amy          |
| Sina Eiden       | Rachel       |
| Erik Ing         | Jason        |
| Ken Craig        | Randy        |